# تايرون ويلينغهام
تايرون ويلينغهام (بالإنجليزية: Tyrone Willingham)‏ هو مدير فني أمريكي، ولد في 30 ديسمبر 1953 في كينستون في الولايات المتحدة.

## وصلات خارجية
- تايرون ويلينغهام على موقع IMDb (الإنجليزية)
- تايرون ويلينغهام على موقع إن إن دي بي (الإنجليزية)